# Марлтон (Нью-Джерсі)
Марлтон (англ. Marlton) — переписна місцевість (CDP) в США, в окрузі Берлінгтон штату Нью-Джерсі. Населення — 10 594 особи (2020).

## Географія
Марлтон розташований за координатами 39°54′7″ пн. ш. 74°55′45″ зх. д. / 39.90194° пн. ш. 74.92917° зх. д. (39.901885, -74.929277).  За даними Бюро перепису населення США в 2010 році переписна місцевість мала площу 8,38 км², з яких 8,36 км² — суходіл та 0,02 км² — водойми.

## Демографія
Згідно з переписом 2010 року, у переписній місцевості мешкали 10 133 особи в 4126 домогосподарствах у складі 2653 родин. Густота населення становила 1209 осіб/км².  Було 4343 помешкання (518/км²).
Расовий склад населення:
| - 86,6 % — білих - 6,1 % — азіатів - 4,3 % — чорних або афроамериканців - 0,1 % — корінних американців - 1,3 % — осіб інших рас |

До двох чи більше рас належало 1,6 %. Частка іспаномовних становила 4,4 % від усіх жителів.
За віковим діапазоном населення розподілялося таким чином: 21,4 % — особи молодші 18 років, 65,0 % — особи у віці 18—64 років, 13,6 % — особи у віці 65 років та старші. Медіана віку мешканця становила 40,3 року. На 100 осіб жіночої статі у переписній місцевості припадало 92,2 чоловіків;  на 100 жінок у віці від 18 років та старших — 90,3 чоловіків також старших 18 років.
Середній дохід на одне домашнє господарство  становив 89 337 доларів США (медіана — 71 480), а середній дохід на одну сім'ю — 104 963 долари (медіана — 92 156). Медіана доходів становила 55 310 доларів для чоловіків та 56 944 долари для жінок. За межею бідності перебувало 5,8 % осіб, у тому числі 7,5 % дітей у віці до 18 років та 7,8 % осіб у віці 65 років та старших.
Цивільне працевлаштоване населення становило 5745 осіб. Основні галузі зайнятості: освіта, охорона здоров'я та соціальна допомога — 23,2 %, роздрібна торгівля — 15,9 %, науковці, спеціалісти, менеджери — 13,4 %.